# Список астероїдів (17001—17100)
| Назва                               | Тимчасове позначення | Дата відкриття  | Місце відкриття                              | Відкривач                       |
| ----------------------------------- | -------------------- | --------------- | -------------------------------------------- | ------------------------------- |
| (17001) 1999 CT54                   | 1999 CT54            | 10 лютого 1999  | Сокорро (Нью-Мексико)                        | LINEAR                          |
| 17002 Кузел (Kouzel)                | 1999 CV54            | 10 лютого 1999  | Сокорро (Нью-Мексико)                        | LINEAR                          |
| (17003) 1999 CE55                   | 1999 CE55            | 10 лютого 1999  | Сокорро (Нью-Мексико)                        | LINEAR                          |
| 17004 Сінкевич (Sinkevich)          | 1999 CR61            | 12 лютого 1999  | Сокорро (Нью-Мексико)                        | LINEAR                          |
| (17005) 1999 CD63                   | 1999 CD63            | 12 лютого 1999  | Сокорро (Нью-Мексико)                        | LINEAR                          |
| (17006) 1999 CH63                   | 1999 CH63            | 12 лютого 1999  | Сокорро (Нью-Мексико)                        | LINEAR                          |
| (17007) 1999 CK65                   | 1999 CK65            | 12 лютого 1999  | Сокорро (Нью-Мексико)                        | LINEAR                          |
| (17008) 1999 CL65                   | 1999 CL65            | 12 лютого 1999  | Сокорро (Нью-Мексико)                        | LINEAR                          |
| (17009) 1999 CM70                   | 1999 CM70            | 12 лютого 1999  | Сокорро (Нью-Мексико)                        | LINEAR                          |
| (17010) 1999 CQ72                   | 1999 CQ72            | 12 лютого 1999  | Сокорро (Нью-Мексико)                        | LINEAR                          |
| (17011) 1999 CC80                   | 1999 CC80            | 12 лютого 1999  | Сокорро (Нью-Мексико)                        | LINEAR                          |
| (17012) 1999 CY80                   | 1999 CY80            | 12 лютого 1999  | Сокорро (Нью-Мексико)                        | LINEAR                          |
| (17013) 1999 CA82                   | 1999 CA82            | 12 лютого 1999  | Сокорро (Нью-Мексико)                        | LINEAR                          |
| (17014) 1999 CY96                   | 1999 CY96            | 10 лютого 1999  | Сокорро (Нью-Мексико)                        | LINEAR                          |
| (17015) 1999 CN117                  | 1999 CN117           | 12 лютого 1999  | Сокорро (Нью-Мексико)                        | LINEAR                          |
| (17016) 1999 CV123                  | 1999 CV123           | 11 лютого 1999  | Сокорро (Нью-Мексико)                        | LINEAR                          |
| (17017) 1999 CJ138                  | 1999 CJ138           | 11 лютого 1999  | Обсерваторія Кітт-Пік                        | Spacewatch                      |
| (17018) 1999 DB1                    | 1999 DB1             | 18 лютого 1999  | Обсерваторія Галеакала                       | NEAT                            |
| 17019 Альдо (Aldo)                  | 1999 DV3             | 23 лютого 1999  | Монтелупо                                    | Маура Томбеллі, Джузеппе Форті  |
| 17020 Хоупмераенгус (Hopemeraengus) | 1999 DH4             | 24 лютого 1999  | Обсерваторія та меморіал Пам'яті астронавтів | Аян Ґріффін                     |
| (17021) 1999 DS6                    | 1999 DS6             | 20 лютого 1999  | Сокорро (Нью-Мексико)                        | LINEAR                          |
| 17022 Хюйсєн (Huisjen)              | 1999 DN7             | 18 лютого 1999  | Станція Андерсон-Меса                        | LONEOS                          |
| 17023 Абботт (Abbott)               | 1999 EG              | 7 березня 1999  | Обсерваторія Ріді-Крик                       | Джон Бротон                     |
| 17024 Костелло (Costello)           | 1999 EJ5             | 15 березня 1999 | Обсерваторія Ріді-Крик                       | Джон Бротон                     |
| 17025 Пілаховскі (Pilachowski)      | 1999 ES5             | 13 березня 1999 | Обсерваторія Ґудрайк-Піґотт                  | Рой Такер                       |
| (17026) 1999 EC8                    | 1999 EC8             | 12 березня 1999 | Обсерваторія Кітт-Пік                        | Spacewatch                      |
| (17027) 1999 EF12                   | 1999 EF12            | 15 березня 1999 | Сокорро (Нью-Мексико)                        | LINEAR                          |
| (17028) 1999 FJ5                    | 1999 FJ5             | 18 березня 1999 | Обсерваторія Кітт-Пік                        | Spacewatch                      |
| 17029 Квілландре (Cuillandre)       | 1999 FM6             | 17 березня 1999 | Коссоль                                      | ODAS                            |
| 17030 Sierks                        | 1999 FC9             | 19 березня 1999 | Станція Андерсон-Меса                        | LONEOS                          |
| 17031 Пайтхат (Piethut)             | 1999 FL9             | 22 березня 1999 | Станція Андерсон-Меса                        | LONEOS                          |
| 17032 Едлу (Edlu)                   | 1999 FM9             | 22 березня 1999 | Станція Андерсон-Меса                        | LONEOS                          |
| 17033 Расті (Rusty)                 | 1999 FR9             | 22 березня 1999 | Станція Андерсон-Меса                        | LONEOS                          |
| 17034 Васильшев (Vasylshev)         | 1999 FS9             | 22 березня 1999 | Станція Андерсон-Меса                        | LONEOS                          |
| 17035 Величко (Velichko)            | 1999 FC10            | 22 березня 1999 | Станція Андерсон-Меса                        | LONEOS                          |
| 17036 Круглий (Krugly)              | 1999 FD10            | 22 березня 1999 | Станція Андерсон-Меса                        | LONEOS                          |
| (17037) 1999 FV10                   | 1999 FV10            | 16 березня 1999 | Обсерваторія Кітт-Пік                        | Spacewatch                      |
| 17038 Вейк (Wake)                   | 1999 FO21            | 26 березня 1999 | Обсерваторія Ріді-Крик                       | Джон Бротон                     |
| 17039 Yeuseyenka                    | 1999 FN26            | 19 березня 1999 | Сокорро (Нью-Мексико)                        | LINEAR                          |
| 17040 Альмеїда (Almeida)            | 1999 FT27            | 19 березня 1999 | Сокорро (Нью-Мексико)                        | LINEAR                          |
| 17041 Кастаня (Castagna)            | 1999 FB30            | 19 березня 1999 | Сокорро (Нью-Мексико)                        | LINEAR                          |
| 17042 Мадіраю (Madiraju)            | 1999 FG30            | 19 березня 1999 | Сокорро (Нью-Мексико)                        | LINEAR                          |
| (17043) 1999 FJ30                   | 1999 FJ30            | 19 березня 1999 | Сокорро (Нью-Мексико)                        | LINEAR                          |
| 17044 Мубдірахман (Mubdirahman)     | 1999 FZ30            | 19 березня 1999 | Сокорро (Нью-Мексико)                        | LINEAR                          |
| 17045 Маркерт (Markert)             | 1999 FV32            | 22 березня 1999 | Обсерваторія Мауна-Кеа                       | Девід Толен                     |
| 17046 Кенвей (Kenway)               | 1999 FM33            | 19 березня 1999 | Сокорро (Нью-Мексико)                        | LINEAR                          |
| (17047) 1999 FP33                   | 1999 FP33            | 19 березня 1999 | Сокорро (Нью-Мексико)                        | LINEAR                          |
| (17048) 1999 FD34                   | 1999 FD34            | 19 березня 1999 | Сокорро (Нью-Мексико)                        | LINEAR                          |
| 17049 Мірон (Miron)                 | 1999 FJ34            | 19 березня 1999 | Сокорро (Нью-Мексико)                        | LINEAR                          |
| 17050 Вайскопф (Weiskopf)           | 1999 FX45            | 20 березня 1999 | Сокорро (Нью-Мексико)                        | LINEAR                          |
| 17051 Офлінн (Oflynn)               | 1999 FW46            | 20 березня 1999 | Сокорро (Нью-Мексико)                        | LINEAR                          |
| (17052) 1999 FS51                   | 1999 FS51            | 20 березня 1999 | Сокорро (Нью-Мексико)                        | LINEAR                          |
| (17053) 1999 FX56                   | 1999 FX56            | 20 березня 1999 | Сокорро (Нью-Мексико)                        | LINEAR                          |
| (17054) 1999 GL2                    | 1999 GL2             | 6 квітня 1999   | Вішнянська обсерваторія                      | Корадо Корлевіч                 |
| (17055) 1999 GP3                    | 1999 GP3             | 6 квітня 1999   | Обсерваторія Кінґ-Сіті                       | Роберт Сенднес                  |
| 17056 Бошетті (Boschetti)           | 1999 GW3             | 6 квітня 1999   | Обсерваторія Пістоїєзе                       | Лучано Тезі, Андреа Боаттіні    |
| (17057) 1999 GS4                    | 1999 GS4             | 10 квітня 1999  | Вішнянська обсерваторія                      | Корадо Корлевіч                 |
| 17058 Рокнрол (Rocknroll)           | 1999 GA5             | 13 квітня 1999  | Обсерваторія Ріді-Крик                       | Джон Бротон                     |
| 17059 Elvis                         | 1999 GX5             | 15 квітня 1999  | Обсерваторія Ріді-Крик                       | Джон Бротон                     |
| 17060 Майккомбі (Mikecombi)         | 1999 GX7             | 9 квітня 1999   | Станція Андерсон-Меса                        | LONEOS                          |
| 17061 Теглер (Tegler)               | 1999 GQ8             | 10 квітня 1999  | Станція Андерсон-Меса                        | LONEOS                          |
| 17062 Бардо (Bardot)                | 1999 GR8             | 10 квітня 1999  | Станція Андерсон-Меса                        | LONEOS                          |
| 17063 Папалойзо (Papaloizou)        | 1999 GP9             | 15 квітня 1999  | Станція Андерсон-Меса                        | LONEOS                          |
| (17064) 1999 GX16                   | 1999 GX16            | 15 квітня 1999  | Сокорро (Нью-Мексико)                        | LINEAR                          |
| (17065) 1999 GK17                   | 1999 GK17            | 15 квітня 1999  | Сокорро (Нью-Мексико)                        | LINEAR                          |
| 17066 Джинаґаллант (Ginagallant)    | 1999 GG18            | 15 квітня 1999  | Сокорро (Нью-Мексико)                        | LINEAR                          |
| (17067) 1999 GF19                   | 1999 GF19            | 15 квітня 1999  | Сокорро (Нью-Мексико)                        | LINEAR                          |
| (17068) 1999 GO19                   | 1999 GO19            | 15 квітня 1999  | Сокорро (Нью-Мексико)                        | LINEAR                          |
| (17069) 1999 GD20                   | 1999 GD20            | 15 квітня 1999  | Сокорро (Нью-Мексико)                        | LINEAR                          |
| (17070) 1999 GG20                   | 1999 GG20            | 15 квітня 1999  | Сокорро (Нью-Мексико)                        | LINEAR                          |
| (17071) 1999 GK21                   | 1999 GK21            | 15 квітня 1999  | Сокорро (Нью-Мексико)                        | LINEAR                          |
| 17072 Атівірагам (Athiviraham)      | 1999 GT31            | 7 квітня 1999   | Сокорро (Нью-Мексико)                        | LINEAR                          |
| 17073 Алексбланк (Alexblank)        | 1999 GX34            | 6 квітня 1999   | Сокорро (Нью-Мексико)                        | LINEAR                          |
| (17074) 1999 GQ36                   | 1999 GQ36            | 12 квітня 1999  | Сокорро (Нью-Мексико)                        | LINEAR                          |
| 17075 Панконин (Pankonin)           | 1999 GF49            | 9 квітня 1999   | Станція Андерсон-Меса                        | LONEOS                          |
| 17076 Бетті (Betti)                 | 1999 HO              | 18 квітня 1999  | Прескоттська обсерваторія                    | Пол Комба                       |
| 17077 Пампалоні (Pampaloni)         | 1999 HY2             | 25 квітня 1999  | Обсерваторія Пістоїєзе                       | Андреа Боаттіні, Маура Томбеллі |
| 17078 Селлерс (Sellers)             | 1999 HD3             | 24 квітня 1999  | Обсерваторія Ріді-Крик                       | Джон Бротон                     |
| 17079 Лавровський (Lavrovsky)       | 1999 HD9             | 17 квітня 1999  | Сокорро (Нью-Мексико)                        | LINEAR                          |
| (17080) 1999 HE9                    | 1999 HE9             | 17 квітня 1999  | Сокорро (Нью-Мексико)                        | LINEAR                          |
| 17081 Джейті (Jaytee)               | 1999 JT1             | 8 травня 1999   | Каталінський огляд                           | Каталінський огляд              |
| (17082) 1999 JC3                    | 1999 JC3             | 9 травня 1999   | Вішнянська обсерваторія                      | Корадо Корлевіч                 |
| (17083) 1999 JB4                    | 1999 JB4             | 10 травня 1999  | Сокорро (Нью-Мексико)                        | LINEAR                          |
| (17084) 1999 JV14                   | 1999 JV14            | 10 травня 1999  | Сокорро (Нью-Мексико)                        | LINEAR                          |
| (17085) 1999 JM16                   | 1999 JM16            | 15 травня 1999  | Обсерваторія Кітт-Пік                        | Spacewatch                      |
| 17086 Жуйма (Ruima)                 | 1999 JH18            | 10 травня 1999  | Сокорро (Нью-Мексико)                        | LINEAR                          |
| (17087) 1999 JC19                   | 1999 JC19            | 10 травня 1999  | Сокорро (Нью-Мексико)                        | LINEAR                          |
| 17088 Джіупалаццоло (Giupalazzolo)  | 1999 JF19            | 10 травня 1999  | Сокорро (Нью-Мексико)                        | LINEAR                          |
| 17089 Меркадо (Mercado)             | 1999 JU19            | 10 травня 1999  | Сокорро (Нью-Мексико)                        | LINEAR                          |
| 17090 Мундака (Mundaca)             | 1999 JE21            | 10 травня 1999  | Сокорро (Нью-Мексико)                        | LINEAR                          |
| 17091 Senthalir                     | 1999 JM21            | 10 травня 1999  | Сокорро (Нью-Мексико)                        | LINEAR                          |
| 17092 Шаранія (Sharanya)            | 1999 JP21            | 10 травня 1999  | Сокорро (Нью-Мексико)                        | LINEAR                          |
| (17093) 1999 JH22                   | 1999 JH22            | 10 травня 1999  | Сокорро (Нью-Мексико)                        | LINEAR                          |
| (17094) 1999 JV25                   | 1999 JV25            | 10 травня 1999  | Сокорро (Нью-Мексико)                        | LINEAR                          |
| 17095 Магадік (Mahadik)             | 1999 JN26            | 10 травня 1999  | Сокорро (Нью-Мексико)                        | LINEAR                          |
| (17096) 1999 JX26                   | 1999 JX26            | 10 травня 1999  | Сокорро (Нью-Мексико)                        | LINEAR                          |
| 17097 Роннойман (Ronneuman)         | 1999 JX31            | 10 травня 1999  | Сокорро (Нью-Мексико)                        | LINEAR                          |
| 17098 Ікедамай (Ikedamai)           | 1999 JE34            | 10 травня 1999  | Сокорро (Нью-Мексико)                        | LINEAR                          |
| (17099) 1999 JE37                   | 1999 JE37            | 10 травня 1999  | Сокорро (Нью-Мексико)                        | LINEAR                          |
| 17100 Каміоканатсу (Kamiokanatsu)   | 1999 JT37            | 10 травня 1999  | Сокорро (Нью-Мексико)                        | LINEAR                          |

| ← Астероїди 10001—20000 → |             |             |             |             |             |             |             |             |             |
| 10001—10100               | 11001—11100 | 12001—12100 | 13001—13100 | 14001—14100 | 15001—15100 | 16001—16100 | 17001—17100 | 18001—18100 | 19001—19100 |
| 10101—10200               | 11101—11200 | 12101—12200 | 13101—13200 | 14101—14200 | 15101—15200 | 16101—16200 | 17101—17200 | 18101—18200 | 19101—19200 |
| 10201—10300               | 11201—11300 | 12201—12300 | 13201—13300 | 14201—14300 | 15201—15300 | 16201—16300 | 17201—17300 | 18201—18300 | 19201—19300 |
| 10301—10400               | 11301—11400 | 12301—12400 | 13301—13400 | 14301—14400 | 15301—15400 | 16301—16400 | 17301—17400 | 18301—18400 | 19301—19400 |
| 10401—10500               | 11401—11500 | 12401—12500 | 13401—13500 | 14401—14500 | 15401—15500 | 16401—16500 | 17401—17500 | 18401—18500 | 19401—19500 |
| 10501—10600               | 11501—11600 | 12501—12600 | 13501—13600 | 14501—14600 | 15501—15600 | 16501—16600 | 17501—17600 | 18501—18600 | 19501—19600 |
| 10601—10700               | 11601—11700 | 12601—12700 | 13601—13700 | 14601—14700 | 15601—15700 | 16601—16700 | 17601—17700 | 18601—18700 | 19601—19700 |
| 10701—10800               | 11701—11800 | 12701—12800 | 13701—13800 | 14701—14800 | 15701—15800 | 16701—16800 | 17701—17800 | 18701—18800 | 19701—19800 |
| 10801—10900               | 11801—11900 | 12801—12900 | 13801—13900 | 14801—14900 | 15801—15900 | 16801—16900 | 17801—17900 | 18801—18900 | 19801—19900 |
| 10901—11000               | 11901—12000 | 12901—13000 | 13901—14000 | 14901—15000 | 15901—16000 | 16901—17000 | 17901—18000 | 18901—19000 | 19901—20000 |